# Agnès Godard
Agnès Godard, född 28 maj 1951 i Dun-sur-Auron, Cher, Frankrike, är en fransk filmfotograf.
Agnès Godard började studera journalistik men övergick till film och tog examen vid filmskolan La Fémis (IDHEC) i Paris 1980. Hon började sin karriär som kameraassistent, bland annat till den legendariske franske filmfotografen Henri Alekan. Hennes första jobb som chefsfotograf var en dokumentär av Wim Wenders 1982, och därefter var hon 1:a kameraassistent på Wenders spelfilmer Paris,Texas och Himmel över Berlin. Vid denna tid lärde hon känna regissören Claire Denis med vilken hon har samarbetat som chefsfotograf på närmare tio långfilmer.
Agnès Godard fick 2001 det franska filmpriset César för fotot i Beau Travail.

## Filmfoto i urval
- J'ai pas sommei (Jag är inte sömnig), 1994, regi Claire Denis
- Nanette et Boni, 1996, regi Claire Denis
- La vie rêvée des anges (Änglars drömliv), 1998, regi Erick Zonca
- Beau Travail, 1999, regi Claire Denis
- Les égarés, 2003, regi André Téchiné
- L'intrus,  2004, regi Claire Denis
- Ensemble, c'est tout (Tillsammans är man mindre ensam), 2007, regi Claude Berri
- 35 rhums, 2008, regi Claire Denis
- Partir (En sydfransk affär), 2009, regi Catherine Corsini
- L'enfant d'en haut (Syster), 2012, regi Ursula Meier
- Les salauds (Svinen), 2013, regi Claire Denis